# Forsthaus Heldenstein
Forsthaus Heldenstein ist ein Wohnplatz der Stadt Edenkoben. Er beherbergte eine Waldgaststätte mit Übernachtungsmöglichkeiten. Diese wurde im Jahr 2022 geschlossen.

## Lage
Das Forsthaus Heldenstein befindet sich  auf der Gemarkung einer Exklave von der Stadt Edenkoben im Teilbereich Haardt des Pfälzerwaldes. Es liegt auf einem Höhenzug, der zwischen 450 und 500 Meter hoch ist. Das Forsthaus selbst liegt auf einer Höhe von 470 Meter. Es bildet zudem die Scharte des Weißenberg. In unmittelbarer Nähe des Forsthauses befinden sich ein denkmalgeschützter Laufbrunnen und der Steigerkopf samt Schänzelturm. Einen Kilometer südlich entspringt der Modenbach. Einen Kilometer westlich, bereits auf Gemarkung einer Exklave von Hainfeld, befindet sich eine als Naturdenkmal eingestufte Edelkastanie. Rund einen Kilometer weiter östlich liegt die Lolosruhe, zwei Kilometer südöstlich der Kesselberg und der Schenkenbrunnen. Im weiteren Einzugsgebiet liegen die Amicitia-Hütte und die Edenkobener Hütte am Hüttenbrunnen.

## Geschichte
Während der Koalitionskriege Ende des 18. Jahrhunderts befanden sich im Umfeld des Forsthauses mehrere preußische Schanzen, deren Standorte mittlerweile mit Rittersteinen versehen wurden.
Das Forsthaus wurde in den Jahren 1841 bis 1844 zunächst mit dem Namen Forsthaus am Triefenberg, bezeichnet nach einem Ausläufer des Steigerkopfes, errichtet. Bereits bei der Fertigstellung wurde entschieden, es in Forsthaus Heldenstein umzubenennen, in Gedenken an die Gefallen der Koalitionskriege. Eine entsprechende Sandsteintafel wurde 1929 oberhalb des Türsturzes am Eingang angebracht. Neben der Forstverwaltung erfolgte eine Bewirtschaftung mit großem Zuspruch des Hauses. Das zunächst eingeschossige Bauwerk wurde 1901 um das Obergeschoss erweitert, um Zimmer für Übernachtungsmöglichkeiten zu schaffen. Bis Anfang der 1960er Jahre hatte das alte Forsthaus die Doppelfunktion einer Ausflugsgaststätte und Forstverwaltung. Im Jahr 1964 wurde in unmittelbarer Nähe mit dem Forsthof Heldenstein ein neues Forsthaus errichtet. Seitdem wurde das Haus von Pächtern als Gastwirtschaft mit Übernachtungsbetrieb geführt, die das Haus auch zeitgemäß ausgebaut haben.

## Infrastruktur

### Verkehr
Am Weiler vorbei führt die Kreisstraße 6, die den Ort mit der Kernstadt von Edenkoben und mit der Landesstraße 506 unterhalb des Modenbacherhofs verbindet.  Nach Westen führt eine historische Wegverbindung nach Taubensuhl und Johanniskreuz, die inzwischen der Forstwirtschaft dient. An Sonn- und Feiertagen führt während der Sommersaison die Wanderbuslinie 506 des Verkehrsverbundes Rhein-Neckar mit einer Haltestelle am Forsthaus Heldenstein vorbei.

### Tourismus
Zudem liegt es am Fernwanderweg Franken-Hessen-Kurpfalz und an der Route eines Wanderweges, der mit einem grün-weißen Balken markiert ist. Dieser verbindet das Forsthaus Heldenstein unter anderem mit Neidenfels, Esthal und Sankt Martin.